# Grotta degli Olmi
La grotta degli Olmi è situata nella Riserva naturalistica dell'Adelasia, nel comune di Cairo Montenotte, e si apre sul versante settentrionale dell'Appennino ligure del savonese ad una quota di circa 620 m s.l.m. in una posizione equidistante dalle cascine Chiappa, di Moglie d'Amore e del Rizzo.

## Accesso
La grotta si raggiunge in circa un'ora di cammino percorrendo un sentiero che parte da quota 400 m s.l.m. dalla Cascina Caramellina (Rio Ferranietta, Ferrania - Savona).

## Esplorazione
La cavità, già nota e parzialmente esplorata nei primi decenni del Novecento, è stata rivisitata negli anni sessanta dal locale neo-costituito Gruppo Grotte Ferrania (poi Gruppo speleologico ferraniese) che ne ha scoperto ulteriori diramazioni laterali ed in profondità dove ha raggiunto il ramo attivo inferiore percorso da un torrente che risorge nella località chiamata "Acqua che bolle" dove viene canalizzato nell'acquedotto pubblico. Durante le esplorazioni è stata rilevata la presenza del Carabidae Sphodropsis Ghilianii spostando così il confine orientale più avanzato di questo coleottero cavernicolo. Successivamente le esplorazioni sono riprese, specialmente a cura degli speleologi del gruppo savonese.